# Besenello
Besenello és un municipi italià, dins de la província de Trento. L'any 2007 tenia 2.273 habitants. Limita amb els municipis d'Aldeno, Bosentino, Calliano, Centa San Nicolò, Folgaria, Nomi, Trento, Vattaro i Vigolo Vattaro.

## Administració
| Període | Identitat       | Partit        |
| ------- | --------------- | ------------- |
| 2005-   | Carmen Manfrini | Llista cívica |